# Joeri Larionov
Joeri Nikolajevitsj Larionov (Russisch: Юрий Николаевич Ларионов) (Moskou, 6 juli 1932 - Moskou, 4 september 2008) was een Russische basketbalspeler die uitkwam voor het nationale team van de Sovjet-Unie. Hij kreeg de onderscheidingen Meester in de sport van de Sovjet Unie in 1951.

## Carrière
Larionov speelde zijn hele carrière voor Dinamo Moskou. Met de Sovjet-Unie speelde hij op het Europees kampioenschap in 1951 en won goud. Hij kreeg de onderscheiding Orde van de Volkerenvriendschap.

## Erelijst
- Landskampioen Sovjet-Unie: 
  - Derde: 1957, 1958
- Europees Kampioenschap: 1
  - Goud: 1951